# Vladímir Shchukin
Vladímir Shchukin (también escrito Schukin; Minsk, Bielorrusia, 4 de abril de 1952) es un gimnasta artístico soviético que consiguió ser subcampeón olímpico en 1972 en el concurso por equipos.

## 1972
En los JJ. OO. celebrados en Múnich consigue la plata en el concurso por equipos, tras Japón y por delante de Alemania del Este, siendo sus compañeros de equipo: Nikolai Andrianov, Viktor Klimenko, Edvard Mikaelian, Alexander Maleev y Mikhail Voronin.